# Albemarle (Észak-Karolina)
Albemarle város az Amerikai Egyesült Államok Észak-Karolina államában, Stanly megyében, melynek megyeszékhelye is. Lakosainak száma 16 432 fő (2020. április 1.).

## Népesség
A település népességének változása:

| 2010 | 15 903 |
| 2020 | 16 432 |